# Борис Годунов (фильм-опера, 1954)
«Борис Годунов» — художественный фильм-опера по одноимённой трагедии Александра Пушкина и музыкальной драме Мусоргского.

## Сюжет
Русский царь и великий князь всея Руси Борис Фёдорович Годунов унаследовал трон Ивана Грозного после смерти его старшего сына Фёдора и царевича Дмитрия. Вину за гибель последнего народ возложил на Бориса.

## В ролях

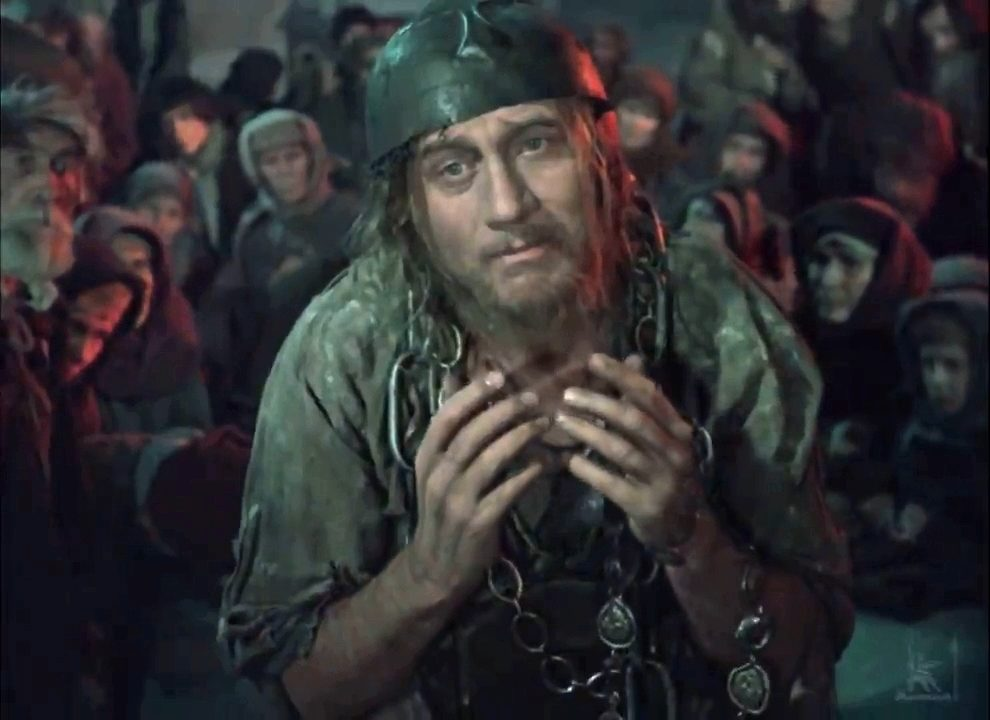
Иван Козловский в роли юродивого Николки

- Александр Пирогов — Борис Годунов (бас)
- Никандр Ханаев — князь Василий Шуйский (драматический тенор)
- Георгий Нэлепп — Григорий Отрепьев/Лжедмитрий I (тенор)
- Максим Михайлов — монах Пимен, летописец (бас-профундо)
- Иван Козловский — Юродивый (лирический тенор)
- Алексей Кривченя — монах Варлаам (бас)
- Вениамин Шевцов — монах Мисаил (тенор)
- Лариса Авдеева — Марина Мнишек, дочь сандомирского воеводы (меццо-сопрано)

### В эпизодах
- Александра Турчина — хозяйка корчмы (меццо-сопрано)
- Илья Богданов — Андрей Щелкалов, думный дьяк (драматический баритон)
- Надежда Клягина — Ксения Годунова (сопрано)
- Г. Алахвердов — Фёдор Годунов (меццо-сопрано)
- Исандр Хмельницкий — он же
- Евгения Вербицкая — мамка Ксении (меццо-сопрано или контральто)
- Фёдор Годовкин — Хрущов, ближний боярин (тенор)
- Сергей Красовский — Никитич, пристав (бас)
- Игорь Михайлов — пристав в корчме
- Иван Сипаев — Митюха, крестьянин
- Даниэль Бедросьян (бас)
- Виктор Горбунов
- Иван Ионов (баритон)
- Георгий Коротков
- Леонид Маслов (бас)
- Владимир Неживлев
- Михаил Сказин
- Всеволод Тютюник
- Юрий Филин
- Иван Хапов

Балетмейстер — Леонид Лавровский
Дирижёр — Василий Небольсин
Хор, балет, оркестр Большого театра Союза ССР

## Интересные факты
- Именно этот фильм смотрит по телевизору Шурик во время уборки квартиры в начале фильма «Иван Васильевич меняет профессию».